# Stoned
Stoned – brytyjski film biograficzny z 2005 roku na podstawie książki Geoffreya Giuliano Paint It Black: The Murder of Brian Jones.

## Główne role
- Leo Gregory – Brian Jones
- Paddy Considine – Frank Thorogood
- David Morrissey – Tom Keylock
- Ben Whishaw – Keith Richards
- Tuva Novotny – Anna Wohlin
- Amelia Warner – Janet
- Monet Mazur – Anita Pallenberg
- Luke de Woolfson – Mick Jagger
- Gary Love – Jeff
- James D. White – Charlie Watts

## Fabuła
Brian Jones był charyzmatycznym gitarzystą i współzałożycielem grupy The Rolling Stones. W 1969 roku z powodu problemów z alkoholem i narkotykami został wyrzucony z grupy. 3 lipca 1969 roku znaleziono jego ciało w basenie na terenie jego posiadłości. Oficjalnie się utopił. Trzy miesiące przed jego śmiercią do jego domu trafił Frank Thorogood – robotnik, który miał zająć się pracami budowlanymi w domu Jonesa. Między mężczyznami zrodziła się silna więź.